# Jonathan Coe
Jonathan Coe (Lickey (Worcestershire, Anglia), 1961. augusztus 19. –) angol író. Főleg a 20. és a 21. századi Nagy-Britannia társadalmi és politikai valóságából ihletett regényeket ír, és ezek hatásairól lakóinak sorsára, amelyeket szereplői pszichológiai elemzése is tükröz. Műveit általában jól fogadja az olvasó közönség és a kritika. Értékük elismerését számos brit és nemzetközi irodalmi díj és egyéb kitüntes bizonyítja.

## Élete és pályája
Johathan Coe a kicsi Lickey helységben, Birmingham város központjától 16 km-re született. Apja fizikus volt, anyja pedig zenepedagógus. Az író gyermekkorát boldogként, csaknem eseménymentesként jellemzi.
Középiskolai tanulmányait a birminghami King Edward's School nevű magániskolában végezte. Már gyerekként gondolt arra, hogy író legyen. Nyolc éves korában írt egy, a viktoriánus korba helyezett bűnügyi történetet The Castle of Mystery (A rejtély kastélya) címmel, amely első fejezetét később beiktatta az 1994-ben megjelent What a Carve Up! című regényébe. 15 éves korában egy komikus regényt küldött el egy kiadónak.
Egyetemi tanulmányait a Cambridge-i Egyetemhez tartozó Trinity College-ban kezdte. Az itt töltött években folytatta irodalmi kísérleteit egy befejezett regénnyel és egy nagyrészt megírttal, de ezekkel nem volt elégedett. A coventryi Warwick Egyetemen folytatta tanulmányait. Itt a feminizmus, a strukturalizmus, a francia Nouveau roman és Samuel Beckett iránt is érdeklődött, de kutatásai Henry Fielding felé fordultak. Ennek Tom Jones című regényéről írt dolgozattal szerzett doktori diplomát 1986-ban.
Első könyvét, a The Accidental Woman (A véletlenszerű nő) című regényét előbb 15 kiadó utasította vissza. Amikor végre megjelent 1986-ban, nem volt sikere. Az író Londonba költözött, ahol egy ideig korrektor volt egy jogi cégnél a City-ben. Még két regénye jelent meg nem több sikerrel, mint az első. Ugyanakkor zenével is foglalkozott. Komponált, dalokat írt és zongorán játszott egy The Peer Group nevű rövid életű együttessel, amelynek néhány lemeze is készült, majd egy szintén rövid életű Wanda and the Willy Warmers nevű kabarékban játszó feminista együttessel működött közre.
As első irodalmi sikerét, amely nemzetközi is volt, 1994-ben a What a Carve Up! regényével érte el.
Johathan Coe humanitárius tevékenységekben is részt vett, többek között az Oxfam segélyszervezetet támogatva. Például 2010-ben ő és sok más író elbeszéléseket adományoztak a szervezetnek az Ox-tales. Elements című kötethez. A 2000-es évek elején az író tagja volt a Cleared Ground Demining szervezet igazgatói tanácsának, amely háborúk után fel nem robbant aknák és lőszerek megsemmisítésével foglalkozik. Például ebben a minőségében ment 2007-ben Bissau-Guineába, hogy érdeklődjön a szervezet munkájának eredményeiről.
Az író 1989-ben házasodott meg és két gyereke van.

## Művei

### Regények
- The Accidental Woman, 1987 (A véletlenszerű nő);
- A Touch of Love, 1989 (Egy csöpp szerelem);
- The Dwarves of Death, 1990 (A halál törpéi);
- What a Carve Up! or The Winshaw Legacy, 1994;
- The House of Sleep, 1997 (Az alvás háza);
- The Rotters' Club, 2001;[7]
- The Closed Circle, 2004 (A zárt kör);
- The Rain Before It Falls, 2007 (Az eső mielőtt esik);
- The Terrible Privacy of Maxwell Sim, 2010 (Maxwell Sim szörnyű magánélete);
- Expo '58, 2013;
- Number 11, or Tales that Witness Madness, 2015 (A 11-es szám avagy Őrültségről tanúskodó mesék);
- Middle England, 2018 (Közép-Anglia);
- Mr Wilder and me, 2021 (Wilder úr és én);
- Bournville, 2022.

A szerző regényeinek kerete Nagy-Britannia az író által tapasztalt társadalmi is politikai valóságaival. A szereplői különféle karakterek, egyesek személyisége az író egyes vonásait is magában foglalja. Pszichológiájukat és fejlődésüket a tükrözött valóságok is befolyásolják. A regények többségét humor, olykor fekete humor, valamint szatirikus megközelítés jellemzi. A legjelentősebbek az alábbiak.
What a Carve Up! or The Winshaw Legacy (1994) bűnügyi regény elemeivel vegyített társadalmi és politikai szatíra. Szereplői minden skrupulus nélkül próbálnak meggazdagodni a Margaret Thatcher miniszterelnöksége alatti Angliában.
The House of Sleep (1997) thriller szerű regény, amelyben négy összetett személyiségű szereplő van jelen két egymástól tíz év elválasztotta időszakban, de ugyanazon a helyen. Az első időszakban ez egyetem volt, a másodikban pedig egy látszólag alvási zavarokat gyógyító klinika.
The Rotters' Club (2001) első regénye egy The Children of Longbridge (Longbridge gyermekei) című trilógiának. Ez a regény az 1970-es években játszódik, és főszereplői kamaszkori problémáikkal élő gimnazisták a hanyatlásnak induló Birgmingham ipari városban.
The Closed Circle (2004) folytatja a trilógiát ugyanazokkal a főszereplőkkel 20 évi szétágazó fejlődésük után, a Tony Blair miniszterelnöksége alatti Nagy-Britanniában, amelyet ugyanolyan szatirikusan fest meg a szerző, mint a Margaret Thatcher miniszterelnöksége alattit.
The Rain Before It Falls (2007) komolyságával különbözik a szerző többi regényétől. Ugyanannak a családnak három nemzedékéhez tartozó nő tragikus sorsát követi.
The Terrible Privacy of Maxwell Sim (2010) központjában egy válságát élő középkorú férfi áll. Vesztes a karrierjében és a magánéletében, egyedül van az interneten folytatott kapcsolatai ellenére. Autóval tett hosszú út az alkalom múltja elemzésére.
Expo '58 (2013) kémregény paródiája, amelynek a belgiumi 1958-as világkiállítás a színhelye. Főszereplője, az információs minisztérium alsórendű hivatalnoka humorosan leírt kalandjain túl az angol társadalom ellentmondásait tükrözi a modernség vonzása és a hagyományos társadalmi beidegződések között.
Middle England (2018) fejezi be a The Children of Longbridge trilógiát. Ugyanazok a főszereplők itt a Brexit korában jelennek meg, humorral is leírt nosztalgiáikkal, csalódásaikkal és széthúzásaikkal családon belül is az ország jelenét és jövőjét illetően.
Bournville (2022) a Birminghamhez közeli Bournville faluból származó család történetét követi 1945-től a Covid19-pandémia időszakáig, mindegyik ebben az időközben Nagy-Britannia számára jelentős eseményen keresztül.

### Egyéb művek
Johathan Coe néhány rövid novelláját a 2005-ben megjelent 9th and 13th (9. és 13.) című kötetben gyűjtötte össze.
Két gyerekeknek szóló könyve nem angolul, hanem olaszul jelent meg:
- La storia di Gulliver. Gedi, 2011. ISBN 9788883713354;[18][19]
- Lo specchio dei desideri (A vágyak tükre). Feltrinelli, 2012. ISBN 9788807921896.[20]

Az író néhány nem fikciós könyvet is megjelentetett:
- életrajzok:
  - Humphrey Bogart: Take It & Like It (Humphrey Bogart). Bloomsbury Publishing PLC, 1992. ISBN 9780747512394;[21]
  - James Stewart: Leading Man (James Stewart). Bloomsbury Publishing PLC, 1994. ISBN 9780747515746;[22]
  - Like a Fiery Elephant: The Story of B. S. Johnson (Mint egy tüzes elefánt. B. S. Johnson története). Bloomsbury Academic, 2004. ISBN 9780826418463.[23]
- esszék gyűjteménye: Marginal Notes, Doubtful Statements. Non-fiction, 1990-2013. Penguin, 2013. ISBN 9780241968901.[24]

## Megfilmesített művei
- 2000 – Five Seconds to Spare – brit mozifilm a The Dwarves of Death című regény nyomán;[25]
- 2005 – The Rotter's Club – brit tévésorozat az azonos című regény nyomán;[26]
- 2015 – La Vie très privée de Monsieur Sim – francia mozifilm a The Terrible Privacy of Maxwell Sim című regény nyomán;[27]
- 2020 – What a Carve Up! – brit mozifilm az azonos című regény nyomán;[28]

## Magyarul
- Trógerek klubja; ford. Juhász Viktor; Ulpius-ház, Bp., 2004
- Gulliver; Jonathan Swift nyomán szöveg Jonathan Coe, ill. Sara Oddi, ford. Gács Éva; Kolibri, Bp., 2015 (Meséld újra!)

## Művei fogadtatása
What a Carve Up! című regényének megjelenésétől kezdve Johathan Coe sikeres író úgy a közönség, mint a kritika szemében. A velencei Ca' Foscari Egyetem Bauer-Ca' Foscari-díj indoklásában ez áll: „Tekintetbe véve különös érdeklődését a jelen civilizáció lényegbevágó témái iránt, Jonathan Coe teljes regényírónak és korunk klasszikusának tekinthető”.

### Díjazott könyvei
- What a Carve Up! – John Llewellyn Rhys-díj 1994;[30]

– a francia Prix du Meilleur Livre étranger 1996;
- The House of Sleep – a legjobb fikciós könyvnek járó Writers' Guild of Great Britain(wd) díja 1966;[32]

– a francia Prix Médicis étranger 1998;
- The Rotters' Club – Bollinger Everyman Wodehouse-díj(wd) 2001;[34]

– a spanyol Arcebispo Juan de San Clemente-díj 2004;
- Like a Fiery Elephant – Samuel Johnson-díj 2005;[36]
- Number 11, or Tales that Witness Madness – az olasz Flaiano-díj(wd) 2016;[1]
- Middle England – European Book Prize(wd) 2019;[37]

– a Costa Coffee a legjobb regényért járó díja 2019.

### Egyéb kitüntetései
- 2004 – a francia Művészetek és Irodalom Érdemrendjének lovagi fokozata;[39]
- 2006 – a Birminghami Egyetem(wd) dísztoktori címe;[40]

– a Birminghami Városi Egyetem dísztoktori címe;
- 2012 – a Royal Society of Literature(wd) tagsága;[42]
- 2016 – a Művészetek és Irodalom Érdemrendjének tiszti fokozata;[43]
- 2019 – Bauer-Ca' Foscari-díj.[44]